# Boulc
Boulc est une commune rurale française de montagne, située dans le département de la Drôme en région Auvergne-Rhône-Alpes.
Ses habitants sont dénommés les Boulcois et les Boulcoises.

## Géographie

### Localisation
Boulc est un village du haut-Diois qui fait partie du massif des Alpes.

La commune est située à 24 km au sud-est de Die et à environ 5 km du parc naturel régional du Vercors.

### Relief et géologie
Sites particuliers :
- Le col Miscon se situe à environ 2 km de la mairie.

### Hydrographie
La commune est arrosée par :
- le Boulc, un torrent qui commence au hameau des Souvestrières (commune de Boulc) et se jette dans les Gas après quatre kilomètres de parcours. En 1891, il avait une largeur moyenne de 20 mètres, une pente de 244 mètres, un débit ordinaire de 3 m3, extraordinaire de 180 m3[1] ;
- la rivière Le Bès ;
- les ruisseaux des Boidans, de Vauniérette, de Merlet, de Charau, du Vabre et des Charroutoux.

### Climat
Pour des articles plus généraux, voir Climat d'Auvergne-Rhône-Alpes et Climat de la Drôme.
En 2010, le climat de la commune est de type climat méditerranéen altéré, selon une étude du CNRS s'appuyant sur une série de données couvrant la période 1971-2000. En 2020, Météo-France publie une typologie des climats de la France métropolitaine dans laquelle la commune est exposée à un climat de montagne ou de marges de montagne et est dans la région climatique  Alpes du sud, caractérisée par une pluviométrie annuelle de 850 à 1 000 mm, minimale en été.
Pour la période 1971-2000, la température annuelle moyenne est de 9,5 °C, avec une amplitude thermique annuelle de 16,8 °C. Le cumul annuel moyen de précipitations est de 995 mm, avec 8,4 jours de précipitations en janvier et 5,6 jours en juillet. Pour la période 1991-2020, la température moyenne annuelle observée sur la station météorologique de Météo-France la plus proche, « Glandage_sapc »sur la commune de Glandage à 5 km à vol d'oiseau, est de 9,8 °C et le cumul annuel moyen de précipitations est de 1 126,2 mm,. Pour l'avenir, les paramètres climatiques de la commune estimés pour 2050 selon différents scénarios d'émission de gaz à effet de serre sont consultables sur un site dédié publié par Météo-France en novembre 2022.

## Urbanisme

### Typologie
Au 1er janvier 2024, Boulc est catégorisée commune rurale à habitat très dispersé, selon la nouvelle grille communale de densité à 7 niveaux définie par l'Insee en 2022.
Elle est située hors unité urbaine et hors attraction des villes,.

### Occupation des sols
L'occupation des sols de la commune, telle qu'elle ressort de la base de données européenne d’occupation biophysique des sols Corine Land Cover (CLC), est marquée par l'importance des forêts et milieux semi-naturels (87 % en 2018), en diminution par rapport à 1990 (87,9 %). La répartition détaillée en 2018 est la suivante : 
forêts (81,3 %), zones agricoles hétérogènes (8,6 %), milieux à végétation arbustive et/ou herbacée (5 %), prairies (4,4 %), espaces ouverts, sans ou avec peu de végétation (0,7 %). L'évolution de l’occupation des sols de la commune et de ses infrastructures peut être observée sur les différentes représentations cartographiques du territoire : la carte de Cassini (XVIIIe siècle), la carte d'état-major (1820-1866) et les cartes ou photos aériennes de l'IGN pour la période actuelle (1950 à aujourd'hui).

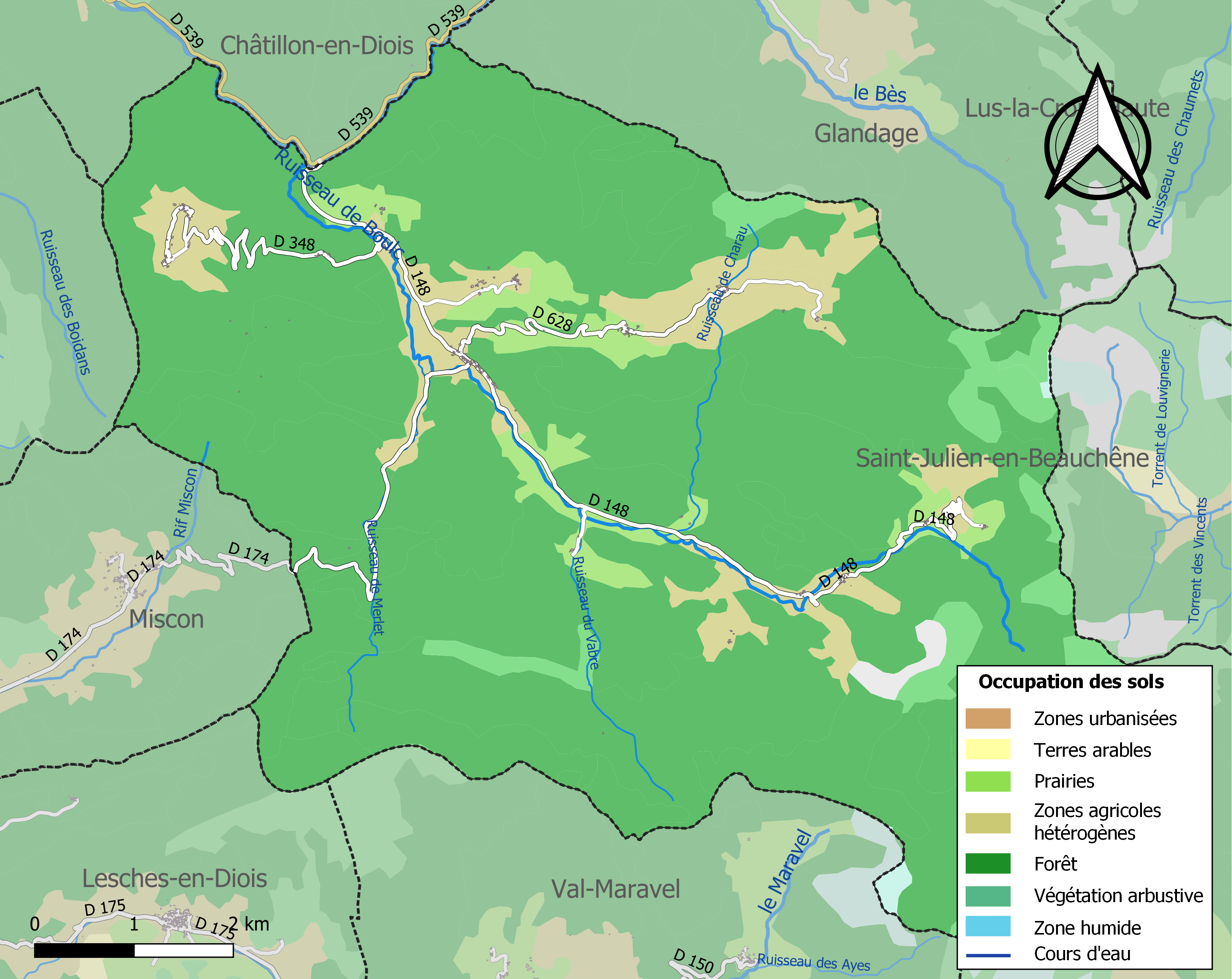
Carte des infrastructures et de l'occupation des sols de la commune en 2018 (CLC).

### Morphologie urbaine
Elle est composée de trois hameaux : Bonneval, Boulc et Ravel-et-Ferriers.

#### Quartiers, hameaux et lieux-dits
Site Géoportail (carte IGN) :
- Alex
- Ancien Moulin de Ravel
- Bonneval
- Carabassou
- Château de Saurionne
- Église du Coteau
- Ferme du Col
- Ferme du Gâtier
- la Combe
- le Bois Noir
- le Désert
- le Moulin
- les Avondons
- les Ferriers
- les Rabeyrious
- les Sauvages
- les Tatins
- le Vabre
- Miaux
- Mondorès
- Pré Martal
- Ravel
- Soubreroche
- Souvestrière
- Terre Rouge
- Ville Basse

Anciens quartiers, hameaux et lieux-dits :
- Allex est un hameau attesté sur la commune de Bonneval en 1891. Il était dénommé les Allés en 1821 (Noms des communes et hameaux de la Drôme)[15].

### Risques naturels et technologiques
La commune est classée zone de sismicité 2 et est sur une zone de risques de mouvements de terrains.

## Toponymie

### Attestations anciennes
- 1200 : Bulcum (cartulaire de Saint-André-le-Bas, 315)[1].
- 1206 : Bolc (cartulaire de Durbon, 311)[1].
- 1214 : mention du mandement : mandamentum de Bulco (cartulaire de Durbon, 300). Il ne comprenait vraisemblablement que la commune de ce nom.
- 1266 : castrum de Bulgo (inventaire de Baux, 513)[1].
- 1294 : Bucum (inventaire de Baux, 734)[1].
- XIVe siècle : mention du prieuré : prioratus de Bulco (pouillé de Die)[1].
- 1509 : mention de l'église du prieuré : ecclesia Sancti Martini de Bulco (visites épiscopales)[1].
- 1549 : Boc (archives de la Drôme, E 1450)[1].
- 1551 : Bouc (archives de la Drôme, E 759)[1].
- 1793 : Boule[réf. nécessaire].
- 1891 : Boulc, commune du canton de Châtillon-en-Diois[1].

Le 1er janvier 1974, la commune adopte le nom de Boulc-Bonneval à la suite de sa fusion avec la commune de Bonneval-en-Diois[réf. nécessaire].
Le 1er janvier 1975, elle prend son nom actuel de Boulc après sa fusion avec la commune de Ravel-et-Ferriers.

### Étymologie
Le toponyme dériverait d'un mot hypothétique pré-indo-européen *bol ayant le sens général de « hauteur »,.

## Histoire
Pour un article plus général, voir Histoire de la Drôme.

### Préhistoire
La grotte de la Tune de la Varaime est une grotte, située à 1400 m d’altitude et ouverte dans la montagne de la Varaime. Elle comporte notamment une galerie karstique de 200 m de long. utilisée par les bergers de 3800 à 1000 avant notre ère. Elle possède des peintures rupestres linéaires (Monument historique classé depuis 1990),. Elle est ornée de gravures relevant de l’art schématique linéaire, comportant de nombreux signes plus ou moins abstraits : marelles, flèches, dessins arboriformes, zoomorphes ou anthropomorphes, zigzags ou spirales. Ces gravures datent du début de l’occupation romaine.

### Du Moyen Âge à la Révolution
La seigneurie :
- Au point de vue féodal, Boulc était un fief des évêques de Die.
- Possession des Isoard d'Aix.
- 1246 : la terre passe (par mariage) aux princes d'Orange de la maison de Baux.
- Vers 1266 : elle est cédée aux Montauban.
- XVIIe siècle : vendue aux Engilboud.
- 1690 : passe (par mariage) aux Bardonenche.
- 1750 : vendue aux Philibert de Perdeyer, derniers seigneurs.

Avant 1790, Boulc était une communauté de l'élection de Montélimar, subdélégation de Crest et du bailliage de Die.

Elle formait une paroisse du diocèse de Die dont l'église, dédiée à saint Martin, était celle d'un prieuré de l'ordre de Saint-Benoît (dépendant de celui de Guignaise - voir Châtillon-en-Diois) lui fut uni dans la seconde moitié du XVIIe siècle. La cure était de la collation de l'évêque diocésain et les dîmes appartenaient, partie au prieur de Guignaise et partie au commandeur de Valdrôme.

#### Bonneval
Attestations :
- 1206 : Bonna Vallis (cartulaire de Durbon)[21].
- 1246 : castrum de Bonavalle (inventaire de Baux, 323)[21].
- XIVe siècle : mention du prieuré : prioratus de Bonnevallis (pouillé de Die)[21].
- 1509 : mention de l'église Notre-Dame : ecclesia Beate Marie Bonnevallis (visites épiscopales)[21].
- 1516 : mention du prieuré : prioratus Bonnae Vallis (rôle de décimes)[21].
- 1576 : Boneval (rôle de décimes)[21].
- 1891 : Bonneval, commune du canton de Châtillon-en-Diois[21].

*Avant 1974 : Bonneval-en-Diois[réf. nécessaire].
*1974-1975 : le toponyme fait partie de celui de la nouvelle commune de Boulc-Bonneval[réf. nécessaire].
- Avant 2020 : les cartes IGN mentionnent le hameau sous les noms de Bonneval en Diois et Bonneval[14].

La seigneurie :
- Au point de vue féodal, Bonneval était un fief des évêques de Die.
- La terre (ou seigneurie) est premièrement possédé par les Artaud.
- Elle passe aux Rosans.
- 1520 : elle passe (par mariage) aux Autane.
- 1540 : la moitié de Bonneval est vendue aux Agoult.
- 1730 : la part des Agoult passe aux Deshières.
- Milieu XVIIIe siècle: la part restante des Autane est vendue aux Gilbert de Jansac.

Avant 1790, Bonneval était une communauté de l'élection de Montélimar, subdélégation de Crest et du bailliage de Die.

Elle formait une paroisse du diocèse de Die. Son église, dédiée à Notre-Dame, était celle d'un prieuré de l'ordre de Saint-Benoît (filiation d'Aurillac) connu dès 1330, uni à la cure dans le cours du XVIIIe siècle, et dont le titulaire avait les dîmes du lieu, à la charge d'une rente au prieur de Guignaise.
En 1790, la commune de Bonneval est comprise dans le canton de Lus-la-Croix-Haute. La réorganisation de l'an VIII (1799-1800) la place dans le canton de Châtillon-en-Diois.

#### Les Ferriers
- En 1891, les Ferriers est un hameau de la commune de Ravel[22].

*Avant 1975 : le toponyme est inclus dans le nom de la nouvelle commune de Ravel-et-Ferriers[réf. nécessaire].
- Avant 2020 : la carte IGN mentionnent le hameau sous le nom les Ferriers[14].

#### Ravel
Attestations :
- 1224 : castrum de Revello (cartulaire de Die, 69)[23].
- 1230 : Revel (cartulaire de Durbon)[23].
- 1449 : mention du prieuré : prioratus de Ravello (pouillé hist.)[23].
- 1509 : mention de l'église Saint-Blaise : ecclesia Sancti Blasii Ravelli (visites épiscopales)[23].
- 1891 : Ravel, commune du canton de Châtillon-en-Diois[23].

- Avant 2020 : la carte IGN mentionnent le hameau sous le nom Ravel[14]

.
La seigneurie :
- Au point de vue féodal, Ravel était une terre (ou seigneurie) du fief de l'église épiscopale de Die.
- Premièrement possédée par les Artaud d'Aix.
- La terre passe aux Bérenger-Morges.
- Elle est vendue aux Perrinet.
- 1648 : vendue aux Agoult.
- Vers 1714 : passe (par mariage) aux Philibert de Perdeyer, derniers seigneurs.

Avant 1790, Ravel était une communauté de l'élection de Montélimar, de la subdélégation de Crest et du bailliage de Die.

Elle formait une paroisse du diocèse de Die, dont l'église, dédiée à saint Blaise, était celle d'un prieuré de l'ordre de Saint-Benoît (de la dépendance du prieuré de Rompon en Vivarais) qui fut uni à la cure vers la fin du XVIe siècle. Antérieurement à cette union, le service paroissial se faisait dans une autre église dédiée à saint Véran.
En 1790, la commune de Ravel est comprise dans le canton de Lus-la-Croix-Haute. La réorganisation de l'an VIII (1799-1800) la place dans le canton de Châtillon-en-Diois.

### De la Révolution à 1974-1975
En 1790, la commune est comprise dans le canton de Lus-la-Croix-Haute. La réorganisation de l'an VIII (1799-1800) la place dans celui de Châtillon-en-Diois.

### De 1974-1975 à nos jours
Le 1er janvier 1975, elle prend son nom actuel de Boulc après sa fusion avec Ravel-et-Ferriers.
1994 (janvier) : à la suite de l'effondrement de la route en corniche, un tunnel a été construit dans la falaise de Soubreroche.

## Politique et administration

### Liste des maires
| Période                                                                      | Période                       | Identité                              | Étiquette | Qualité       |
| ---------------------------------------------------------------------------- | ----------------------------- | ------------------------------------- | --------- | ------------- |
| Les données manquantes sont à compléter. : de la Révolution au Second Empire |                               |                                       |           |               |
| 1790                                                                         | 1871                          | ?                                     |           |               |
| Les données manquantes sont à compléter. : depuis la fin du Second Empire    |                               |                                       |           |               |
| 1871                                                                         | 1874                          | ?                                     |           |               |
| 1874                                                                         | 1878                          | ?                                     |           |               |
| 1878                                                                         | 1884                          | ?                                     |           |               |
| 1884                                                                         | 1888                          | ?                                     |           |               |
| 1888                                                                         | 1892                          | ?                                     |           |               |
| 1892                                                                         | 1896                          | ?                                     |           |               |
| 1896                                                                         | 1900                          | ?                                     |           |               |
| 1900                                                                         | 1904                          | ?                                     |           |               |
| 1904                                                                         | 1908                          | ?                                     |           |               |
| 1908                                                                         | 1912                          | ?                                     |           |               |
| 1912                                                                         | 1919                          | ?                                     |           |               |
| 1919                                                                         | 1925                          | ?                                     |           |               |
| 1925                                                                         | 1929                          | ?                                     |           |               |
| 1929                                                                         | 1935                          | ?                                     |           |               |
| 1935                                                                         | 1945                          | ?                                     |           |               |
| 1945                                                                         | 1947                          | ?                                     |           |               |
| 1947                                                                         | 1953                          | ?                                     |           |               |
| 1953                                                                         | 1959                          | ?                                     |           |               |
| 1959                                                                         | 1965                          | ?                                     |           |               |
| 1965                                                                         | 1971                          | ?                                     |           |               |
| 1971                                                                         | 1977                          | ?                                     |           |               |
| 1977                                                                         | 1983                          | ?                                     |           |               |
| 1983                                                                         | 1989                          | Jean-Claude Jarjat                    |           |               |
| 1989                                                                         | 1995                          | ?                                     |           |               |
| 1995                                                                         | 2001                          | ?                                     |           |               |
| 2001                                                                         | 2008                          | Olivier Tourreng                      |           |               |
| 2008                                                                         | 2014                          | Olivier Tourreng                      |           | maire sortant |
| 2014                                                                         | 2020                          | Hervé Suchet                          |           |               |
| 2020                                                                         | En cours (au 18 février 2021) | Olivier Tourreng[source insuffisante] |           |               |

## Population et société

### Démographie
L'évolution du nombre d'habitants est connue à travers les recensements de la population effectués dans la commune depuis 1793. Pour les communes de moins de 10 000 habitants, une enquête de recensement portant sur toute la population est réalisée tous les cinq ans, les populations de référence des années intermédiaires étant quant à elles estimées par interpolation ou extrapolation. Pour la commune, le premier recensement exhaustif entrant dans le cadre du nouveau dispositif a été réalisé en 2004.

En 2022, la commune comptait 162 habitants, en évolution de +28,57 % par rapport à 2016 (Drôme : +2,64 %, France hors Mayotte : +2,11 %).
| 1793 | 1800 | 1806 | 1821 | 1831 | 1836 | 1841 | 1846 | 1851 |
| ---- | ---- | ---- | ---- | ---- | ---- | ---- | ---- | ---- |
| 525  | 495  | 535  | 494  | 566  | 585  | 527  | 515  | 504  |

| 1856 | 1861 | 1866 | 1872 | 1876 | 1881 | 1886 | 1891 | 1896 |
| ---- | ---- | ---- | ---- | ---- | ---- | ---- | ---- | ---- |
| 476  | 449  | 444  | 438  | 425  | 429  | 372  | 337  | 328  |

| 1901 | 1906 | 1911 | 1921 | 1926 | 1931 | 1936 | 1946 | 1954 |
| ---- | ---- | ---- | ---- | ---- | ---- | ---- | ---- | ---- |
| 297  | 283  | 276  | 206  | 173  | 151  | 156  | 140  | 111  |

| 1962 | 1968 | 1975 | 1982 | 1990 | 1999 | 2004 | 2006 | 2009 |
| ---- | ---- | ---- | ---- | ---- | ---- | ---- | ---- | ---- |
| 81   | 61   | 126  | 104  | 74   | 101  | 109  | 112  | 125  |

| 2014 | 2019 | 2022 | - | - | - | - | - | - |
| ---- | ---- | ---- | - | - | - | - | - | - |
| 125  | 153  | 162  | - | - | - | - | - | - |

### Enseignement
La commune relève de l'académie de Grenoble.

### Manifestations culturelles et festivités
- Fête (à Boulc) : dernier dimanche de mai[13].

### Loisirs
- Randonnées (sentiers)[13].
- Pêche et chasse[13].

### Cultes
L'église et la communauté catholique de Boulc sont rattachées à la paroisse Saint-Marcel en Diois, laquele couvre 37 communes et dépend du Diocèse de Valence.

## Économie

### Agriculture
En 1992 : bois, pâturages (ovins, caprins).
Les AOC présentes sur le territoire de la commune sont le fromage Picodon et l'huile essentielle de lavande de Haute-Provence.

### Tourisme
- Vallée sauvage, nombreux cols, site de Ravel[13].
- Pittoresques villages de montagne, aux teintes ocres[13].

## Culture locale et patrimoine

### Lieux et monuments
- Grotte bergerie de la Tune de la Varaime (cf. plus haut : Histoire).
- Église Saint-Martin (à Boulc)[13].
- Chapelle ruinée (à Boulc)[13].
- Ruines de l'église du Coteau[31].
- Chapelle restaurée (à Bonneval)[13].
- Chapelle (aux Tatins)[13].
- Temple protestant (ancienne église) : fresques du XVIIIe siècle (à Ravel)[13].

### Héraldique, logotype et devise
|  | Boulc possède des armoiries dont l'origine et le blasonnement exact ne sont pas disponibles. |